# Оружейна вежа
55°44′58″ пн. ш. 37°36′46″ сх. д. / 55.74943° пн. ш. 37.61275° сх. д.
Оружейна вежа (рос. Оруже́йная бáшня) — вежа у північно-західній частині стіни Московського Кремля, розташована між Боровицькою і Комендантською вежами. Споруджена в 1490-х роках. Спочатку автором проекту вважали архітектора П'єтро Антоніо Соларі, проте з другої половини XX століття більшість вчених схиляються до того, що будівництвом керував Алевіз Фрязін Старий. Вежу неодноразово реставрували: на початку XVII століття на верхніх майданчиках були створені бійниці навісного типу, а в 1686-му додано кам'яне шатро з дозорною вежею і позолоченим флюгером.
Спочатку вежа називалася Конюшенною — по існуючій на цьому місці в XVII—XVIII століттях проїзній брамі до Конюшенного приказу. Сучасну назву отримано в 1851 році після побудови на місці приказу будівлі Оружейної палати. З 1990-го вежа є об'єктом культурної спадщини Росії і охороняється як частина ансамблю Московського Кремля, внесеного до списку ЮНЕСКО.